# Ceratostema lanigerum
Ceratostema lanigerum là một loài thực vật có hoa trong họ Thạch nam. Loài này được (Sleumer) Luteyn mô tả khoa học đầu tiên năm 1984.